# Zamek Aboyne
Zamek Aboyne (ang. Aboyne Castle, historyczna nazwa castrum de Obeyn, także Castle Of Aboyne lub Aboyne Castle Policies, a również Bonty Castle lub Bunty Castle) – zamek leżący w odległości 1,2 km na północ od Aboyne, w szkockim hrabstwie Aberdeenshire. Miejsce budowy zamku z XIII w. było wybrane ze względu na bliskość rzeki Dee i możliwość kontroli północnych zakończeń szlaków wiodących przez Grampiany. Zamek już dawno popadł w ruinę, ale został odrestaurowany przez obecnego Markiza Huntly w 1979 roku.

## Architektura
Zamek został zbudowany przez Bysetów, Lordów Strathdee i Aboyne, (Lords of Strathdee and Aboyne) przed 1233 r. jako rezydencja rycerska typu motte. Król Anglii Edward I Długonogi nakazał jego ufortyfikowanie w 1307 r. Później został przekształcony w donżon. W 1671 zachodnie skrzydło zostało przebudowane przez Charlesa, pierwszego Earla Aboyne, (Earl of Aboyne), na wieżę rycerską, której część istnieje do tej pory. Dwór został dobudowany w 1701 r. Wschodnie skrzydło powstało w 1801 r. Przebudowa budynku kuchennego w 1869 r. polegała na użyciu elementów granitowych i utworzeniu szczytu schodkowego. Restauracja dworu, przeprowadzona w latach 80. XIX w. przez Sir Cunliffe'a Brooksa, polegała na dodaniu ornamentacji w stylu baronialnym. Architekt George Truefitt przeprowadził pewne prace renowacyjne pod koniec XIX wieku. W 1986 r. został przebudowany przez Iana Begga.  
Budynek ma trzy piętra z piwnicą i poddaszem. Wschodnia elewacja jest symetryczna, podczas gdy północna (wejście), zachodnia i południowa są asymetryczne. Między drugim a trzecim oknem północnej fasady znajduje się tarcza herbowa, na dachu zwieńczenia z kutego żelaza i kurek. Znajduje się tu jedna wieża mieszkalna w stylu baronialnym, czworokątna wieża od północnego zachodu, czterokondygnacyjna piwnica i wieża dachowa od północy. Najstarszą częścią zamku jest jego północno–zachodnia część, w której znajduje się pięciokondygnacyjna, okrągła wieża z kwadratową nadbudową i balustradą. Jej replika została później dobudowana od północnego wschodu. Zamek jest otynkowany. Dachy mają okapy, istnieje też kilka wieżyczek, przypuszczalnie jest też sekretne przejście i pokój mnicha. 
Zamek ma szereg okien z gomółkami i szary, łupkowy dach z kalenicami. Kamienne schody prowadzą do głównego wejścia, a po prawej stronie znajdują się drewniane drzwi z gomółkami. Od północnej strony znajduje się zamknięty dziedziniec otoczony murem.

### Właściciele
W 1242 r. po wygnaniu ze Szkocji Johna i Waltera Bysetów z klanu Bisett, którzy zostali oskarżeni o mord na Patryku, Earlu of Atholl, dokonany w Haddington, zamek jeszcze w tym samym roku przeszedł w posiadanie templariuszy. Następnie trafił do rodu Fraser z Cowie, zanim przez małżeństwo przeszedł na własność Sir Williama de Keith, Earla Marszałka Szkocji (Earl Marischal of Scotland) ok. 1355 r. W 1449 r. prawnuczka de Keitha, Joan, wniosła zamek w posagu do małżeństwa z Alexandrem Gordonem, 1 Earlem Huntly. Obecnym właścicielem jest Markiz Huntly (Marquess of Huntly), którego rodzina znajduje się w posiadaniu zamku od XV wieku.

### Posiadłość

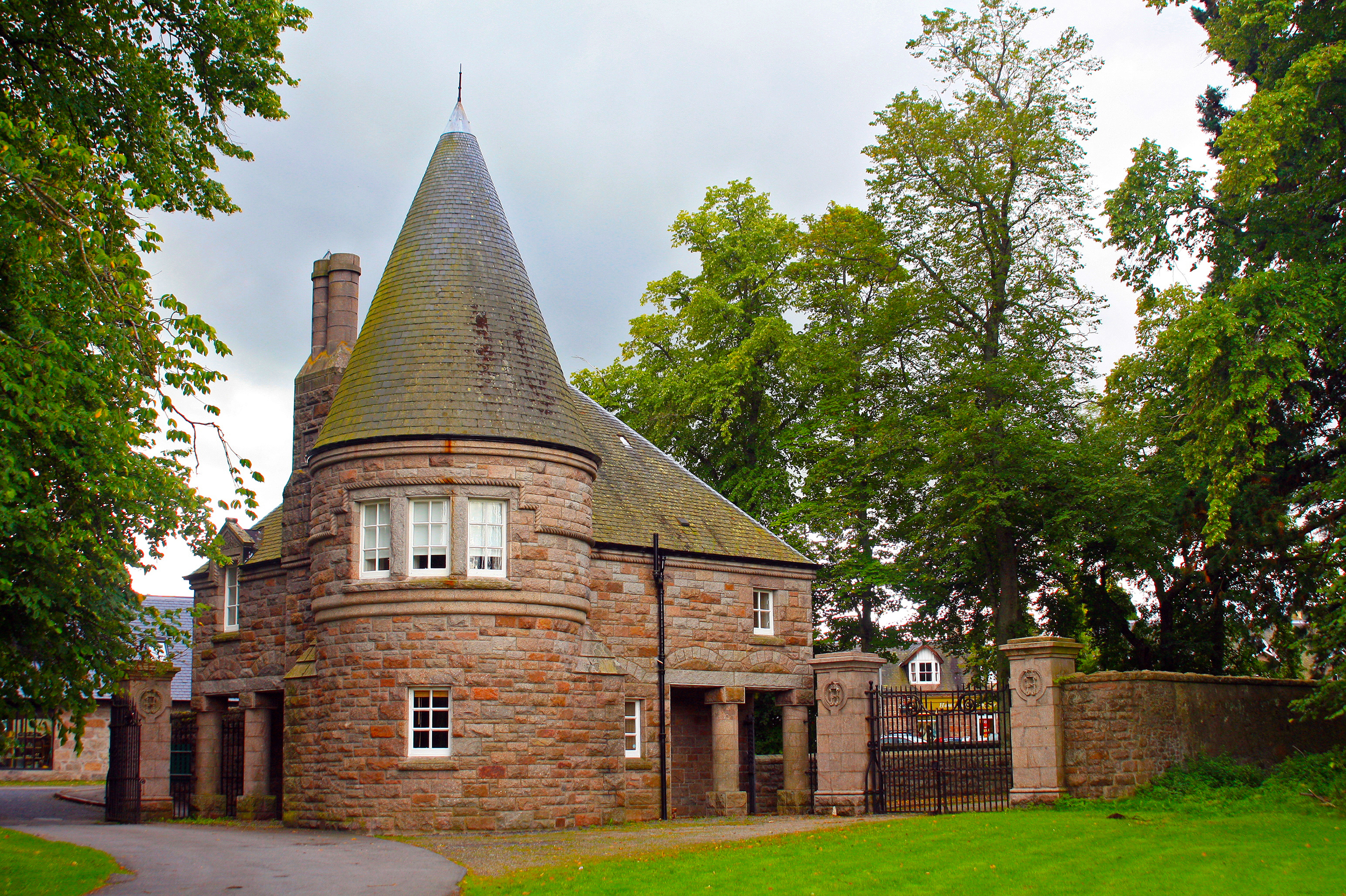
Stróżówka
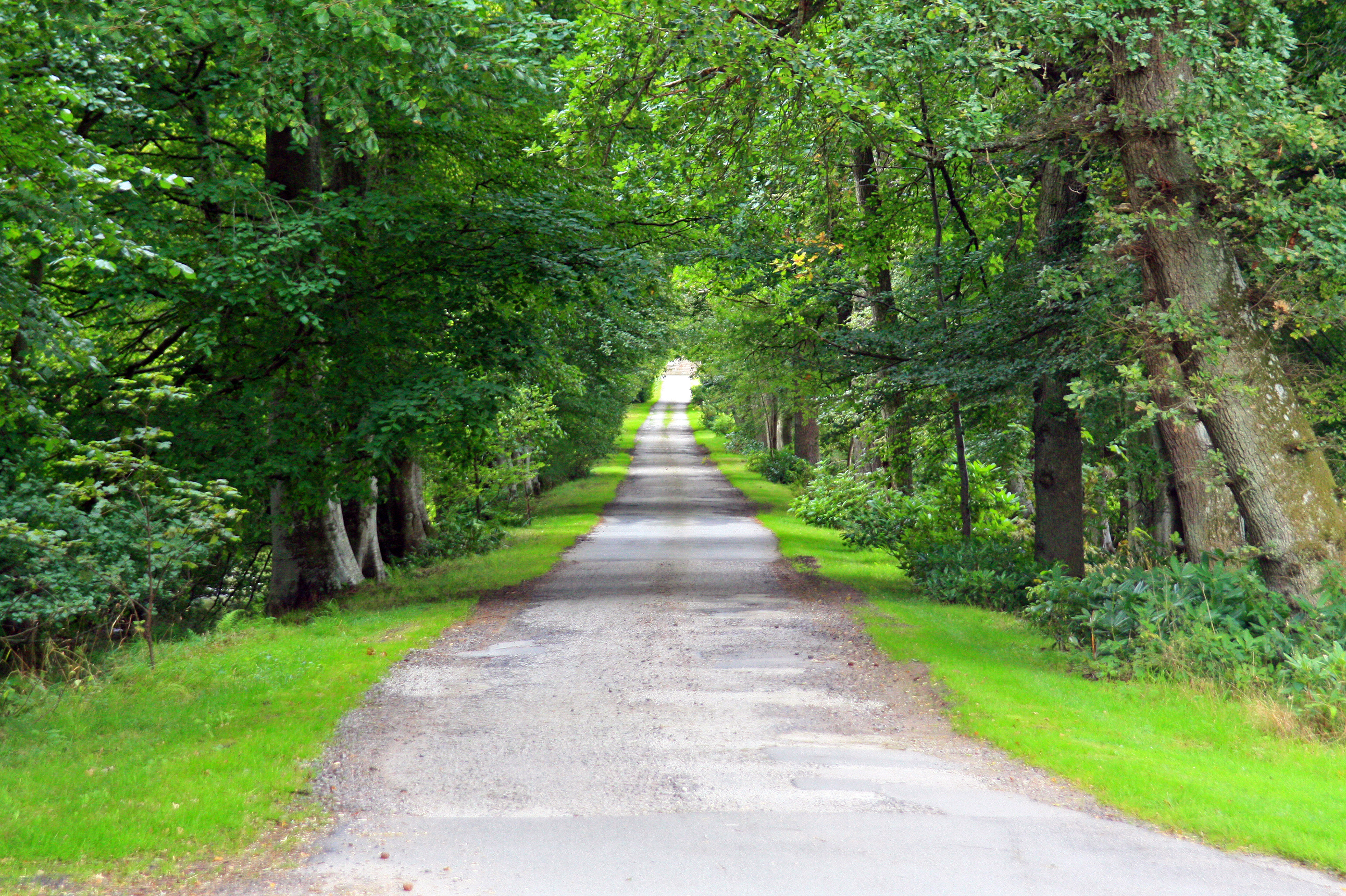
Droga dojazdowa

Po obu stronach rzeki Dee jest duża ilość nasadzeń, w tym nasadzenia ozdobne nad jeziorem Loch of Aboyne. 
Górny bieg Dee (Upper Dee) jest obszarem wędkarstwa muchowego. Połów ryb odbywa się za zezwoleniem Glen Tanar Estate (Craigendinnie Beat). Na terenie posiadłości zamku Aboyne znajduje się sztuczne jezioro Loch of Aboyne o rozmiarach 3 x {\displaystyle 2{\tfrac {1}{3}}} fur. z wysepkami. Potok w Aboyne zachował starą nazwę Allach tylko w pobliżu zamku, gdzie istnieje most zwany Allach Bridge, wybudowany nad potokiem.

### Relikwia
Historycznie ważną relikwią jest Formaston Stone, przechowywany w zamku Aboyne. Pochodzi z okresu 800–1000 r. n.e. Jest na nim symbol lustra, zdobiony krzyż celtycki i inskrypcja ogamiczna.

### Ochrona
Zamek Aboyne z drogą dojazdową, dziedzińcem i północnym murem granicznym został uznany w 1972 r. za budowlę historyczną kategorii B. Również wiele innych obiektów zostało wciągniętych w 2000 r. na listę obiektów historycznych kategorii C, w tym np. ogrodzony murem ogród z XIX w., domek ogrodowy i tzw. dom Wee. Trójprzęsłowy most Allach Bridge, wybudowany w 1787 r. z szarego granitu, został uznany 30.03.2000 r. za budowlę zabytkową kategorii B.